# Marguerite Narbel
Marguerite Narbel, née le 7 février 1918 à Lausanne (originaire de Vuarrens) et morte le 2 octobre 2010 à Lutry, est une biologiste, zoologue et personnalité politique suisse.

## Biographie
Marguerite Narbel, fille du Dr Paul Narbel (1876-1920), est détentrice d'une Licence en sciences naturelles, obtenue en 1941, puis d'un doctorat en zoologie, obtenu en 1946 à l'Université de Lausanne. Biologiste, chercheuse en cytogénétique animale à Lausanne et Zurich, elle enseigne dans les universités de Lausanne et de Genève et dirige l'école cantonale vaudoise de laborantines entre 1969 et 1981.
Députée libérale, elle est la première femme à présider le Grand Conseil vaudois en 1981,.
Marguerite Narbel est présidente de l'association vaudoise des femmes universitaires (1956-1958), vice-présidente de l'association suisse des femmes universitaires (1964-1968) et membre des commissions fédérales de protection des eaux et des parcs nationaux.

## Publications
- La cytologie de la parthénogenèse chez "Apterona helix" Sieb. (Lepid. psychides), 1946
- L'origine de la parthénogénèse, 1961
- Les altérations de la méïose chez les animaux parthénogénétiques, 1964
- La répartition géographique des trois formes cytologiques de Luffia (Lépidoptères Psychide), Bulletin de la Société Entomologique Suisse, 1964